# 크리스티안 테요
크리스티안 테요 에레라(스페인어: Cristian Tello Herrera, 1991년 8월 11일 ~ )는 스페인 출신의 축구 선수이며, 현재 알파테에서 뛰고 있다. 포지션은 윙어이다.
2012년 런던올림픽에서 스페인 국가대표팀으로 활약했으며, 2013년 유럽 챔피언십에서 21세 이하 대표팀에 참가해 우승에 올랐다.

## 경력

### 초창기
카탈루냐의 바르셀로나 주 사바델에서 태어난 테요는 8살이 되면서 CFU 칸 룰 (Can Rull)에서 선수 생활을 하기 시작했으며, 얼마 되지않아 FC 바르셀로나로 갔다가 카탈루냐의 CF 담이라는 클럽에 1년 동안 임대된다. 2008년 계약이 만료되자 RCD 에스파뇰과 새로 계약을 맺었다. 이후 2009-10시즌부터 시니어 데뷔, B팀에서 네 경기를 뛰다가 팀이 3군으로 강등되었다.

### 바르셀로나
2010년 6월 텔로는 2군에 속한 FC 바르셀로나 B로 이적하였다. 2011년 11월 9일에는 바르사의 메인스쿼드에 처음 합류, 2011-12시즌 코파 델 레이의 CE 로스피탈레트와의 경기에서 90분 전 경기를 뛰었다. 이날 경기는 2차전으로 1-0로 승리하였고, 통산 9-0으로 승리를 공고히하게 되었다.
2012년 1월 28일 테요는 비야르레알 CF와의 경기에서 후반 30분 0-0 대치 상황이던 중 아드리아노와 대체 투입되어 라 리가 무대에 처음 진출하였다. 그 주말 경기에서는 레알 소시에다드와의 홈경기에서 전 경기로 투입, 리오넬 메시의 공을 받아 골을 넣고 2-1 승리에 기여하였다.

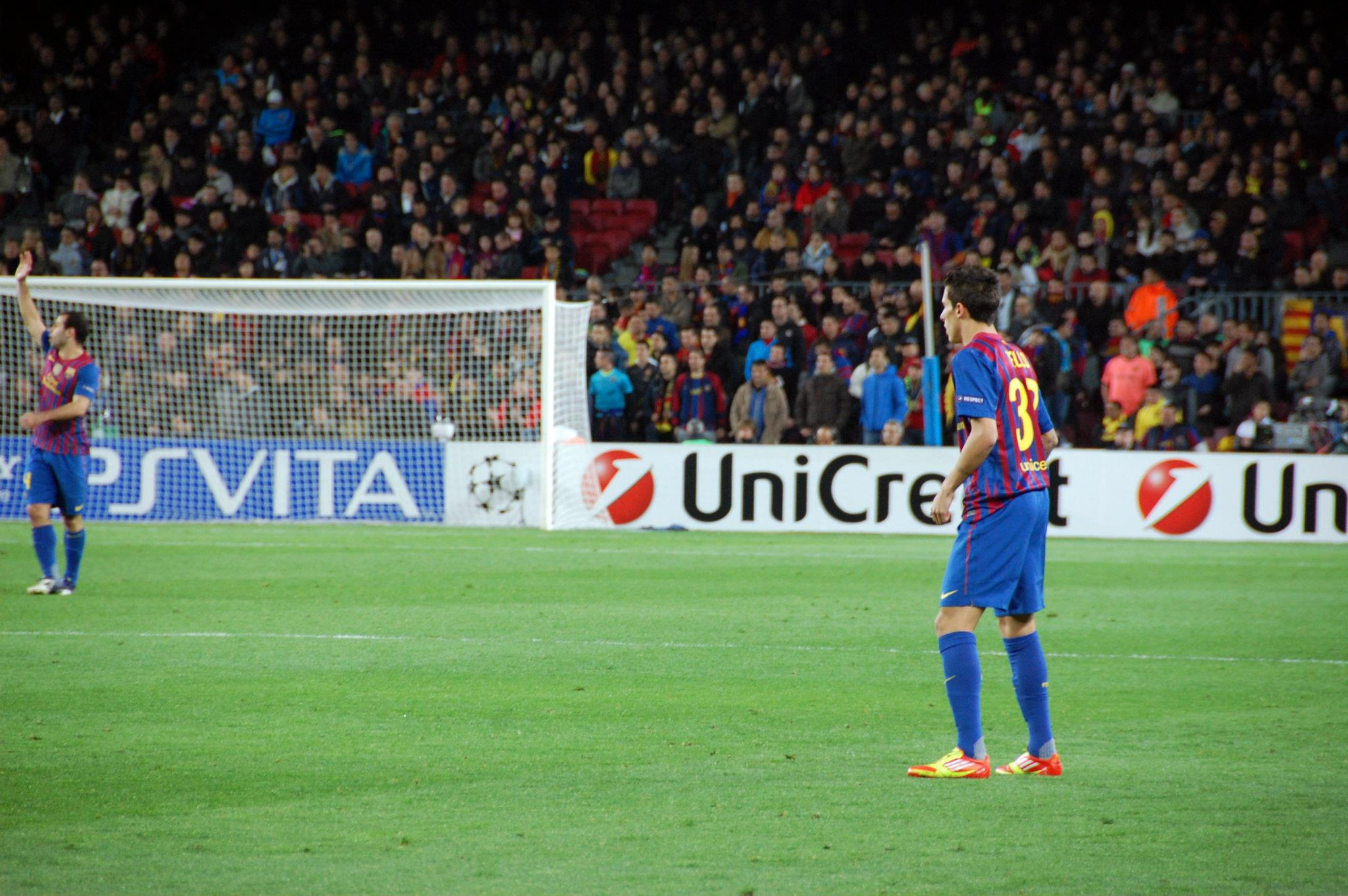
2011-12 챔피언스 리그에서 바르셀로나 선수로 활약하는 테요

2012년 3월 7일, 테요는 캄프 누에서 열린 레버쿠젠과의 2차전에서 안드레스 이니에스타와 교체 투입되며 UEFA 챔피언스 리그 데뷔전을 치르게 되었다. 투입 2분 뒤 테요는 세스크 파브레가스가 높게 올린 공을 받아 하프웨이에서 골대로 달려가며 페널티구역 바로 안쪽에서 슈팅하여 4-0 스코어를 이뤄냈다. 그리고 6분 뒤 같은 포지션에서 다시 한번 골을 터뜨려 6-0 스코어를 만들었고, 7-1 승리 (통산 10-2)라는 기록을 이뤄냈다.
테요의 이후 향방은 처음에는 불투명한 상황이었으나 새로운 매니저인 티토 빌라노바를 간신히 설득시킨 끝에 2012-13 시즌 라 리가 선수명단에 이름을 올리게 되었고, 전체적으로는 여러 대회에 나서기 시작하였다. 2012년 9월 19일 챔피언스 리그 그룹전에서 FC 스파르타크 모스크바를 상대로 첫 골을 터뜨린 데 이어, 메시의 두번째 골을 도운 끝에 3-2의 극적인 홈경기 승리를 거두었다. 이 경기로 크리스티안 테요는 맨 오브 더 매치에 선정되기도 하였다.
2012년 12월 13일, 테요는 바르셀로나와 계약을 새로 연장하며 2016년 6월까지 구단에 남게 되었다. 9일 후 레알 바야돌리드와의 경기에서는 투입된 지 불과 30초 만에 골을 터뜨리며 3-1의 승리를 확정지었다. 하지만 네이마르가 영입된 이후 2013-14시즌에서는 공격수 투입순에서 뒤로 밀리게 되었다. 12월 11일에는 챔피언스 리그 그룹전의 셀틱과의 홈경기에서 시즌 첫골을 터뜨렸고 6일 뒤에는 코파 델 레이에서 FC 카르타헤나를 상대로 골을 넣어 3-0 (통산 7-1)의 승리를 거뒀다. 4강 1차전의 레반테 UD와의 경기에서는 메시로부터 세 차례 어시를 받은 끝에 첫 해트트릭 골을 기록, 스코어 4-1으로 승리하는 데 기여하였다.
2014년 7월 16일 텔로는 프리메라리가의 FC 포르투에 2년 계약으로 임대되었다. 11월 25일 챔피언스 리그 그룹예선 RC 바테 보리소프와의 경기에서 리카르도 콰레스마를 대신해 교체 투입, 입단 이후 첫 골을 터뜨리며 3-0의 승리를 이끌었다. 5일 후에는 리오 아베 FC와의 홈경기에서 사상 첫 리그 골을 터뜨렸고 5-0으로 승리하였다. 2015년 3월 1일에는 스포르팅 CP와의 경기에서 세 골을 몰아넣으며 3-0으로 대파하였다.

### 플로렌티나와 베티스
2016년 1월 22일, 바르셀로나와 ACF 피오렌티나는 오는 6월 30일까지 테요를 임대한다는 협약을 맺었다. 2월 3일에는 스타디오 아르테미오 프란키에서 열린 카르피 FC와의 경기에서 세리에 A 데뷔전을 가졌고 이날 경기는 2-1로 승리하였다. 그로부터 18일 후에는 아틀란타 BC와의 경기에서 첫 골을 넣었고 3-2로 승리하였다. 2016년 8월 16일에는 같은 팀으로 차기 시즌에 복귀하였다.
2017년 6월 30일, 테요는 레알 베티스로의 이적이 발표되었다. 이적료는 400만 유로 (~500만 유로)에 달한다.

## 국대 활동

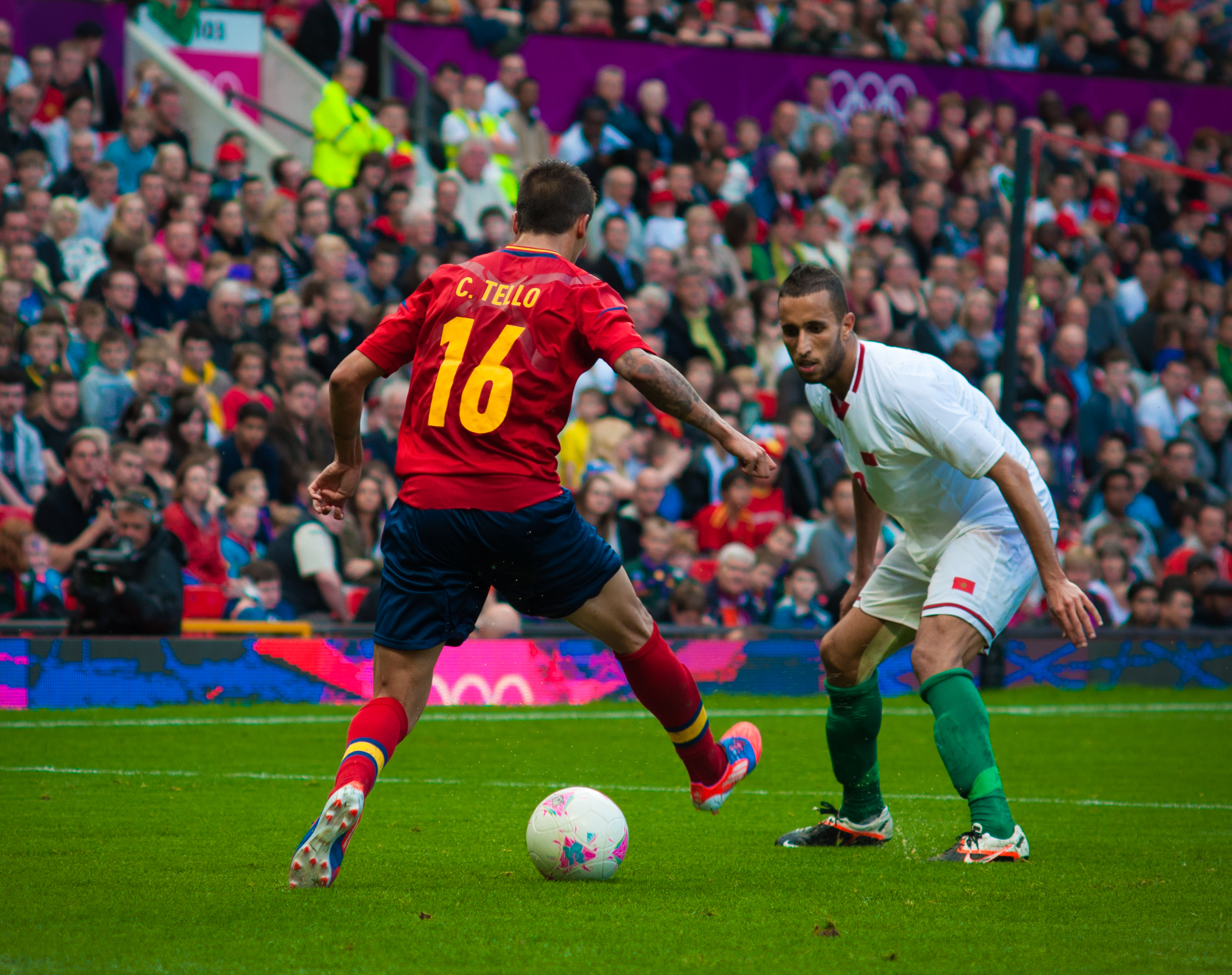
2012년 런던올림픽에서 스페인 축구 국가대표팀으로 뛰는 테요

테요는 영국 런던에서 열린 2012년 하계 올림픽 축구의 스페인 국가대표로 발탁되었으며 그룹전에서 총 세 경기를 뛰었다. 2013년 8월 14일에는 스페인 축구 국가대표팀에 처음 합류하여 에콰도르와의 친선경기를 뛰었다. 이날 경기는 2-0 승리로 마무리했다.